# Crowland
Crowland (het middeleeuwse Croyland, en binnen de kerk nog steeds als naam gebruikt) is een kleine civil parish in het zuiden van Lincolnshire in Engeland. De plaats ligt tussen Peterborough en Spalding

## Geschiedenis
Het onherbergzame, moerasachtige gebied was tot aan de 9e eeuw onbewoond gebied. Rond het jaar 800 besloot Guthlac, zoon van een adellijke familie en benedictijn, zich als kluizenaar terug te trekken op een van de eilanden. Zijn aanwezigheid trok ook de aandacht van Æthelbald van Mercia, die op de vlucht was door een slepende koningskwestie, en hij besloot bij Guntlac onder te duiken. Guntlac voorspelde aan Æthelbald, dat hij alsnog koning zou worden waarop de laatste toezegde een abdij op het eiland te bouwen, indien deze voorspelling uit zou komen. 
Twee jaar na Guntlacs dood, in 716, kwam Æthelbald zijn belofte na en liet een abdij plaatsen. Hierdoor ontstond een gemeenschap, mede doordat de bereikbaarheid van het gebied vergroot werd door de aanleg van bruggen en wegen. 
In de 15e eeuw kreeg de gemeenschap van koning Hendrik VI marktrechten, waardoor de plaats een belangrijk centrum in het gebied werd. Deze positie taande echter snel door de opheffing van de kloosters tijdens de regering van Hendrik VIII. Door de drainage van de moeraslanden en de verlegging van de stroom van de rivier de Welland nam de invloed van de plaats nog verder af.
Het huidige Crowland telt 4211 inwoners en herbergt nog twee belangrijke monumenten:
- Trinity Bridge
- Ruïne van Croyland Abbey, verbonden aan de naam van Sint-Guthlac